# Art Worker
Art Worker è un album di Art Farmer, pubblicato dalla Moon Records (etichetta italiana) nel 1989. I brani furono registrati verso la fine del 1968 a Francoforte sul Meno (Germania).

## Tracce
Lato A
1. Delphine – 4:20 (Hans Salomon)
2. Stars – 4:10 (Art Farmer)
3. Erwägung – 4:35 (Erich Kleinschuster)
4. Orientierung – 3:56 (Erich Kleinschuster)

Lato B
1. Eau Sovage – 4:55 (Art Farmer)
2. Gratuliere – 4:30 (Fritz Pauer)
3. Ala Nova – 4:37 (Robert Politzer)

## Musicisti
- Art Farmer - tromba, flicorno
- Ernie Royal - tromba
- Jimmy Cleveland - trombone
- Oscar Estelle - sassofono tenore, sassofono alto, sassofono baritono
- Harold Mabern - pianoforte
- Jimmy Woode - contrabbasso
- Roy McCurdy - batteria